# غلوجة محمد خان
غلوجة محمد خان هي قرية في مقاطعة هشترود، إيران. عدد سكان هذه القرية هو 235 في سنة 2006.